# Parafia Opieki Matki Bożej Uzdrowienia Chorych w Bihalach
Parafia Opieki Matki Bożej Uzdrowienia Chorych w Bihalach – parafia rzymskokatolicka znajdująca się w dekanacie Lubaczów, w diecezji zamojsko-lubaczowskiej.

## Historia
W 1948 roku zaadaptowano dawną cerkiew, na kościół filialny parafii Objawienia Pańskiego w Łukawcu. 22 sierpnia 1978 roku została utworzona Expozytura w Zawodziu (Bihale), a 1 marca 1979 roku dekretem biskupa administratora apostolskiego w Lubaczowie Mariana Rechowicza, została erygowana parafia. W 1964 roku kościół został wpisany do rejestru zabytków, a w 2010 roku rozpoczęto generalny remont kościoła.
19 maja 1985 roku bp administrator Marian Jaworski poświęcił kościół filialny pw. Najświętszego Serca Pana Jezusa w Nowej Grobli.
Do parafii należą wierni z następujących miejscowości: Bihale (Glinki, Niwa, Sople) i Nowa Grobla (Ruda, Hamernia). 
Proboszczowie
1978–1985 ks. Mieczysław Kornaga
1985–1996 ks. Władysław Gudz
1996–2005 ks. Piotr Gałczyński
2005–2008 ks. Jerzy Tworek
2008–2019 ks. Michał Grela
2019– ks. Mieczysław Startek